# Farnese
Farnese (někdy také Parmští) byl italský šlechtický rod a vlivná rodina během italské renesance, která vládla v Parmském vévodství. Z řad tohoto rodu pocházel například papež Pavel III.

## Dějiny rodu
Od roku 1556 byli parmští vévodové z rodu Farnese také vévody z Piacenzy. V letech 1748 až 1848 byli rovněž i vévody z Guastally.
Rod Parmských je poprvé připomínán Nikolasem Farnese (†1339), který ovšem ještě v Parmě nevládl, ale byl pokládán za zakladatele rodu. Prvním skutečným parmským vévodou z dynastie Farnese se stal až jeho potomek v 7. generaci, syn papeže Pavla III., vévoda Pier Luigi Farnese. Rod pak vládl v Parmě do 13. generace, kdy se postupně vlády ujímali 3 bratři:
- Odoardo II. Farnese (Eduard) - (1666–1693)
- František Farnese - (1694–1727)
- Antonín Farnese - (1727–1731)

Nikdo z nich ale nezanechal mužské potomky. Parmské vévodství poté zdědila Eduardova dcera Alžběta, která se provdala za španělského krále Filipa V. z rodu Bourbonů (Bourbon-Anjou). Bourbonsko-Parmská větev této dynastie pak vládla v Parmě až do roku 1860, kdy byla sesazena, její nárok na trůn však trvá dodnes.

## Panovníci z rodu Farnese
- Nikola Farnese - († 1339)
- Petr Farnese - († 1363), pán z Montalta
- Ranuccio Farnese - (1390–1460), hrabě z Pitiglionu
- Petr Ludvík Farnese - († 1487), pán z Montalta
- Pavel III. - (1468–1549), papež

### Parmští vévodové
- Pier Luigi Farnese - (1545–1547), syn papeže Pavla III.
- Ottavio Farnese - (1547–1586)
- Alexandr I. Farnese - (1586–1592), nizozemský místodržitel
- Ranuccio I. Farnese - (1592–1622)
- Odoardo I. Farnese - (1622–1646)
- Ranuccio II. Farnese - (1646–1694)
- Odoardo II. Farnese (1666–1693)
- František Farnese - (1694–1727)
- Antonín Farnese - (1727–1731)